# Цуруока
Цуруо́ка (яп. 鶴岡市 Цуруока-си) — город на северо-западе Японии. Относится к префектуре Ямагата. Площадь города составляет 1311,51 км², население — 131 211 человек (1 августа 2014), плотность населения — 100,05 чел./км².